# Південно-Алічурський хребет
Півде́нно-Алічу́рський хребе́т — гірський хребет в Таджикистані. Відноситься до гірської системи Паміру.
Простягається із заходу на схід між долинами річок Гунт на півночі та Памір на півдні. На сході з'єднується з Ваханським хребтом, на заході роздвоюється на Шугнанський та Ішкашимський хребет. Найвища точка — гора Кизилдангі (5704 м). На сході вкритий льодовиками.
| Таджикистан | Це незавершена стаття з географії Таджикистану. Ви можете допомогти проєкту, виправивши або дописавши її. |